# Bjørn Persson
Bjørn Persson (* 1948 in Kopenhagen) ist ein ehemaliger dänischer Radrennfahrer.

## Sportliche Laufbahn
Persson war im Bahnradsport aktiv. Seinen größten Erfolg im Bahnradsport hatte Persson 1969, als er die nationale Meisterschaft in der Einerverfolgung vor Benny Nielsen gewann. Im Meisterschaftsrennen in der Mannschaftsverfolgung konnte er mit seinem Vierer die Bronzemedaille gewinnen. Er startete für den Verein DBC Kopenhagen.